# Hillsboro (hrabstwo Vernon)
Hillsboro – miasto w Stanach Zjednoczonych, w stanie Wisconsin, w hrabstwie Vernon.